# Сокол (городской округ город Шахунья)
Сокол — деревня в городском округе город Шахунья Нижегородской области. Население 0 (2010) человек

## Общая физико-географическая характеристика
Географическое положение
По автомобильным дорогам расстояние до областного центра города Нижнего Новгорода составляет 270 км, до административного центра города Шахунья — 12 км.
Часовой пояс
Сокол, как и вся Нижегородская область, находится в часовой зоне МСК (московское время). Смещение применяемого времени относительно UTC составляет +3:00.

## История
До 1 ноября 2011 года входила в состав ныне упразднённого Хмелевицкого сельсовета.

## Население
Согласно результатам как переписи 2002 года, так и переписи 2010 года в деревне отсутствовало постоянное население.
| 1999 | 2002 | 2010 |
| ---- | ---- | ---- |
| 10   | ↘0   | →0   |